# Günther Rennert
Günther Rennert (* 1. April 1911 in Essen; † 31. Juli 1978 in Salzburg) war ein deutscher Opernregisseur und Intendant.

## Leben
Günther Peter Rennert war der älteste Sohn des Kreisschulrats Alfred Traugott Rennert (* 1879) und der Adelheid Rennert geb. Nettesheim, einer seiner Brüder war der Dirigent Wolfgang Rennert. Günther Rennert studierte Rechtswissenschaft in München, Berlin und Halle. Zu seiner Promotion im Jahr 1934 schrieb er die Dissertation Zwangsmitgliedschaft, ihre Begründung und ihre Beendigung.
Danach studierte er Musik am Richard-Strauss-Konservatorium München und besuchte eine Schauspielschule. 1935 bis 1937 war er Regieassistent an der Oper Frankfurt in Frankfurt am Main, 1938/39 in Wuppertal, 1939/40 in Mainz und 1940 bis 1942 Oberspielleiter an der Oper in Königsberg, 1942/43 Leiter des Deutschen Opernhauses in Berlin.
Nach Kriegsende wurde 1945 die Bayerische Staatsoper mit seiner Inszenierung des Fidelio eröffnet. 1946 bis 1956 war er Intendant der Hamburger Staatsoper. 1959 bis 1967 wirkte er als Oberspielleiter der Glyndebourne Festival Opera und inszenierte daneben unter anderem in Stuttgart und Hamburg.  Rennert war 1967 bis 1976 Intendant der Bayerischen Staatsoper in München und seit 1973 Professor der Operndramaturgie an der dortigen Musikhochschule. Als Gastregisseur war er unter anderem in New York, Edinburgh, Salzburg, London, Buenos Aires und Mailand tätig. Rennert inszenierte unter anderem Monteverdis Krönung der Poppea an der Wiener Staatsoper und in San Francisco, übersetzte Libretti und veröffentlichte Opernarbeit. Inszenierungen 1963–73 (1974).
Außer Opern inszenierte er auch Schauspiele, darunter 1950 T. S. Eliots Der Familientag am Schlossparktheater, 1954 Warten auf Godot bei Helmuth Gmelin im Hamburger Theater im Zimmer, 1957 Leben des Galilei am Staatstheater Stuttgart, 1961 Die Irre von Chaillot in Wien, 1962 Der Revisor im Berliner Schillertheater und 1978 Stella am Theater in der Josefstadt (u. a. mit Christian Quadflieg und Marianne Nentwich). Stella war die letzte Premiere einer Schauspielinszenierung von Rennert. Bereits im späten Frühjahr 1978 vorbereitet, kam sie erst, wie geplant, im Herbst desselben Jahres zur Aufführung. In der Zwischenzeit hatte Rennert bei den Salzburger Festspielen eine Neuproduktion von Der Rosenkavalier (Dirigent Christoph von Dohnányi) erarbeitet, litt jedoch bereits während der Proben unter Schmerzen und begab sich unmittelbar nach der Generalprobe zu einer (überfällig gewesenen) Operation in das Diakonische Krankenhaus Salzburg, wo er, wenige Tage nach der Premiere, an einer Lungenembolie verstarb.
Günther Rennert wurde auf dem Friedhof Krailling bei München beerdigt.